# Айсли Брадърс
„Айсли Брадърс“ (на английски: The Isley Brothers) е американска музикална група.
Произхожда от Синсинати, Охайо. Отначало е трио, съставено от братята О'Кели Айсли – младши, Рудолф Айсли и Роналд Айсли. Тя често е цитирана като групата с една от „най-продължителните, най-влиятелни и най-разнородни кариери в пантеона на популярната музика“.
Заедно с четвъртия брат, Върнън, те пеят госпъл, но ги застига смъртта на Върнън няколко години след първоначалната формация. Преместват се в околността на Ню Йорк в края на 50-те и регистрират умерени хитове в класациите. Излизат на повърхността с четвъртия си сингъл, Shout, през 1959 г., който е написан от тримата братя. Отначало е сингъл с умерен успех в класациите, но по-късно от нея са продадени над милион бройки. След това групата записва няколко умерено успешни хита за няколко компании, включително сингъла от Топ 20 Twist & Shout и сингъла за Мотаун, This Old Heart of Mine (Is Weak for You), преди да запишат и издадат носителя на Грами It's Your Thing за собствената им компания, Ти Нек Рекърдс.

## Дискография

### Студийни албуми
- Shout! (1959)
- Twist & Shout (1962)
- Twisting and Shouting (1963)
- This Old Heart of Mine (1966)
- Soul on the Rocks (1967)
- It’s Our Thing (1969)
- The Brothers: Isley (1969)
- Get into Something (1970)
- Givin' It Back (1971)
- Brother, Brother, Brother (1972)
- 3 + 3 (1973)
- Live It Up (1974)
- The Heat Is On (1975)
- Harvest for the World (1976)
- Go for Your Guns (1977)
- Showdown  (1978)
- Winner Takes All (1979)
- Go All the Way (1980)
- Grand Slam (1981)
- Inside You (1981)
- The Real Deal (1982)
- Between the Sheets (1983)
- Masterpiece (1985)
- Smooth Sailin' (1987)
- Spend the Night (1989)
- Tracks of Life (1991)
- Mission to Please (1996)
- Eternal (2001)
- Body Kiss (2003)
- Baby Makin' Music (2006)